# Lustenau
Lustenau est une Marktgemeinde du Vorarlberg en Autriche. Elle est située au bord du Rhin qui forme la frontière avec la Suisse.
Avec 21 441 habitants (2013), c’est la Marktgemeinde la plus peuplée d’Autriche et elle est située à l’ouest de l’état régional du Vorarlberg.
La commune est subdivisée en 4 paroisses, auxquelles les habitants font souvent référence: Rotkreuz, Rheindorf, Kirchdorf et Hasenfeld.

## Situation géographique
Lustenau est située sur la rive est du Rhin, qui sert de frontière avec le Canton de Saint-Gall, en Suisse. Son altitude est de 404 mètres. Du fait que la commune soit située au fond de la vallée du Rhin, il n’y a pas de collines ni de montagnes.
Lustenau est limitée à l’ouest par le Rhin et au Nord-est par la Dornbirner Ach. Le territoire s’étend sur environ 8,5 km du nord au sud, et sur environ 4 km d’est en ouest.
Comme la place de la église de Lustenau est peinte en bleu, le centre du village s'appelle la place bleue (en Allemand Blauer Platz).
| Höchst                  | Fußach                    | Lauterach |
| Au, St. Margrethen (CH) | Lustenau                  | Dornbirn  |
| Widnau (CH)             | Hohenems, Diepoldsau (CH) |           |

## Histoire

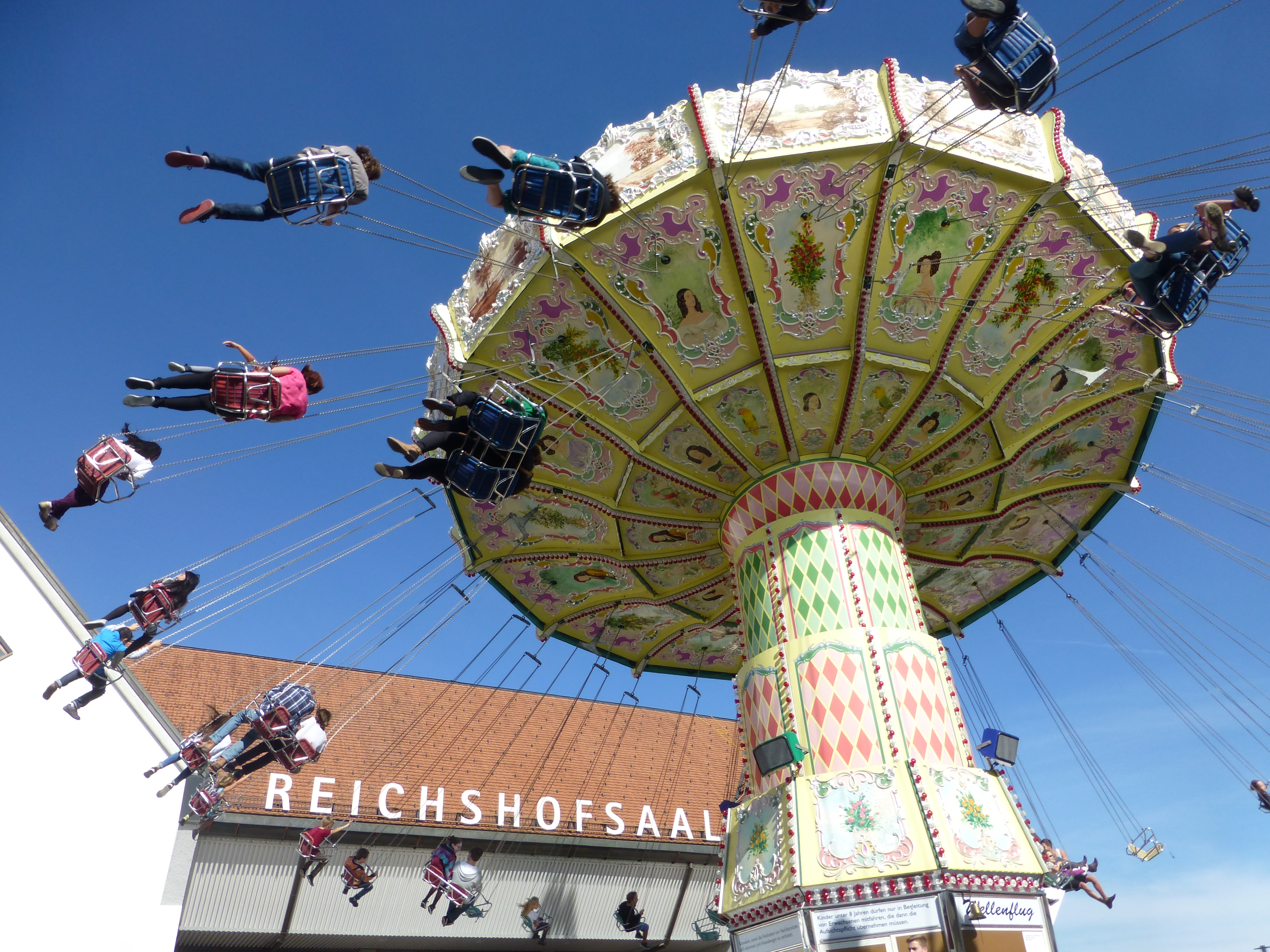
le plus ancien carrousel de Kilbi

Le nom Lustenau dérive d'un document du 24 janvier 887, signé par le roi carolingien Charles III le Gros, avec le titre «Lustenauua curti regali», signifiant «Cour royale de Lustenauua». En 1395, les comtes de Werdenberg ont promis la forteresse de Zwingenstein et Lustenau aux chevaliers d'Ems, et en 1526 la promesse a été convertie en un achat final. Après la disparition de la lignée masculine de la famille Hohenems en 1759, un différend de dix ans sur la propriété de Lustenau s'est développé entre Marie-Thérèse d'Autriche d'une part et l'héritière des Hohenems Maria Rebekka de l'autre.
Jusqu’en 1806, Lustenau était une libre cour du Saint-Empire romain germanique puis, après la dissolution de ce dernier, un état indépendant. Depuis 1830, Lustenau fait partie de l’Autriche.
Au XIXe siècle cette commune a été marquée par l’agriculture avant de devenir au XXe siècle le centre de l’industrie de la broderie du Vorarlberg.
Aujourd’hui, c’est une importante commune frontalière avec la Suisse. Surtout en temps d’appréciation du franc suisse (par rapport à l’euro), beaucoup de Suisses viennent faire leurs courses et profitent de faibles prix des restaurants à Lustenau du fait que les produits Autrichiens deviennent meilleur marché pour eux.

## Événements réguliers
Chaque été, depuis plus de 30 ans, l'association culturelle et jeunesse "Szene Lustenau" organise un festival en plein air au bord du Rhin, appelé Szene Openair, le plus grand festival d'Autriche occidentale. L'événement accueille des artistes internationaux, comme des groupes locaux et attire plus de 10 000 visiteurs de toute l'Autriche, l'Allemagne, la Suisse et le Liechtenstein. Plus de 450 bénévoles travaillent pour le festival.
Le Kilbi, la foire paroissiale de la paroisse Saint-Pierre et Paul, est la plus grande foire du Vorarlberg. Chaque année, le 2ème dimanche d'octobre, environ 160 étals du marché proposent leurs produits sur la place de l'église. Un parc d'attractions temporaire est en cours de création pour le Kilbi sur la place du village, avec des montagnes russes, des Carrousel, des champs de tir et bien d'autres. Le samedi avant le Kilbi, une fête est organisée appelée "Kilbifest".

## Population
En raison de sa position politique particulière en tant que cour royale, Lustenau a été relativement isolée de son environnement pendant des siècles. Ce n'est qu'en 1837 que les étrangers ont été acceptés comme citoyens. C'est pourquoi les habitants de Lustenau parlent pour la plupart un dialecte alémanique très marqué. Ce dialecte se différencie beaucoup du dialecte parlé dans le reste de la région. Hélas la part de la population qui le parle ne cesse de diminuer.
La différence par rapport aux autres dialectes de la région est surtout l’utilisation de triphtongues (exemple : Wäiag – Weg pour chemin). Ce dialecte caractéristique est probablement dû à l’enclavement de la commune.
Une autre conséquence des siècles d'indépendance de Lustenau est la prédominance de quelques noms de famille, comme "Hämmerle", "Grabherr" et "Bösch".  Les 1998 habitants recensés en 1806 étaient répartis entre seulement 19 noms de famille, qui étaient encore portés par 60 % de la population en 1950. C'est pour cette raison que l'utilisation des noms de maison du XVIIe siècle jusqu'à la fin du XXe siècle était encore plus prononcée à Lustenau que dans le reste du Vorarlberg.
Au XXe siècle, avec l’éclosion de l’industrie de la broderie, beaucoup de migrants turcs sont venus à Lustenau pour y travailler. En 2002, selon le répertoire d'adresses de Lustenau, la part de la population de nationalité turque était de 9,5 % et le pourcentage total d’étrangers s’élevait à 16 %.

## Le Rhin et les inondations
Au XIXe siècle, le Rhin a régulièrement provoqué des crues dévastatrices dans la commune. En moyenne, tous les quatre ans il y avait des inondations catastrophiques. À l’époque, les communes s’occupaient elles-mêmes de la protection contre les hautes eaux, ainsi les citoyens faisaient les corvées. À la fin du siècle, la régulation du Rhin, réalisée peu à peu, met un terme aux difficultés industrielles dues aux inondations. À la même époque, la broderie vit son apogée.

## Sport
- Football: FC Lustenau et Austria Lustenau
- Hockey sur glace: EHC Lustenau